# Oberea consentanea
Oberea consentanea là một loài bọ cánh cứng trong họ Cerambycidae.